# Sankt Sigmund im Sellrain
Sankt Sigmund im Sellrain est une commune autrichienne du district d'Innsbruck-Land dans le Tyrol.